# Irina Osipova
Irina Viktorovna Osipova (ryska: Ирина Викторовна Осипова), född den 25 juni 1981 i Moskva i Sovjetunionen (nu Ryssland), är en rysk basketspelare som var med och tog OS-brons 2004 i Aten. Hon var även med fyra år senare och tog OS-brons 2008 i Peking. 2004 var första gången Ryssland tog en medalj i damklassen vid de olympiska baskettävlingarna sedan Sovjettiden. Hon spelar för närvarande för Spartak Moskva, och är lagkapten för laget.

## Klubbhistorik
- 1997–2001  Gloria Moskva
- 2001–2002  Dynamo Moskva
- 2002–2004  UMMC Ekaterinburg
- 200400000  VBM-SGAU Samara
- 2004–2005  Elitzur Ramla
- 2005–0000  Spartak Moskva